# Adobe Type Manager
Adobe Type Manager是Adobe Systems為其Type 1字體創建和銷售的一系列計算機程序的名稱。當前版本是Adobe ATM Light 4.1.2，可從Adobe的FTP獲得。